# Мронговски окръг
Мронговски окръг (на полски: Powiat mrągowski) е окръг в Североизточна Полша, Варминско-Мазурско войводство. Заема площ от 1065,38 км2. Административен център е град Мронгово.

## География
Окръгът се намира в историческата област Мазурия (Галиндия). Разположен е в централната част на войводството.

## Население
Населението на окръга възлиза на 51 349 души (2012 г.). Гъстотата е 47 души/км2.

## Административно деление
Административно окръгът е разделен на 5 общини.
Градска община:
- Мронгово

Градско-селска община:
- Община Миколайки

Селски общини:
- Община Мронгово
- Община Пецки
- Община Сорквити

## Фотогалерия
- Миколайки
- Мронгово